# Феррагосто
Феррагосто (итал. Ferragosto) — праздник, который отмечают итальянцы 15 августа — Успение Богородицы или Вознесение (итал. Assunzione). Он завершает сезон больших летних работ. В обрядах этого дня слились элементы христианства и язычества.

## Происхождение
Древние римские жители торжественно отмечали окончание жатвы праздником консуалий, посвященный древнеиталийскому богу земли и посевов — Консу. Консуалии праздновали, обмениваясь дарами и пожеланиями и произнося фразу: «Хороших консуальных праздников!» (лат. Bonas ferias consuales!). При Августе праздники переименовали в августалии; изменилась также и эта фраза, она превратилась в короткое «Buon Ferragosto!».
На время Феррагосто (средние 2 недели августа) Италия как будто вся вымирает, оставляя в городах только туристов. Фабрики и производство закрываются, местные жители берут отпуска и отправляются к морю или в горы.

## В художественной литературе
К празднику Феррагосто привязаны основные события одноименного романа Линды Сауле о городской легенде о поезде-призраке. 